# Gregorio Farías Longoria
Gregorio Farías Longoria (Matamoros, Tamaulipas, 14 de julio de 1941) es un destacado académico mexicano que fungió como Director de la Facultad de Ingeniería, Director de la Facultad de Ciencias de la Tierra y últimamente, como Rector de la Universidad Autónoma de Nuevo León.

## Formación Académica
El académico comenzó sus estudios en el Colegio Justo Sierra en Monterrey. Por su cercanía al equipo de football americano de la Facultad de Arquitectura de la Universidad Autónoma de Nuevo León es que decidió ingresar a dicha institución, siendo admitido a la Facultad de Ingeniería Civil en 1961. Comenzó una especialización en mecánica de suelos y cimentaciones. Al regreso de sus estudios de posgrado en la Universidad Nacional Autónoma de México, obtuvo una plaza en el Departamento de Laboratorios de la Facultad de Ingeniería Civil, hoy Instituto de Ingeniería Civil.

## Trayectoria
Gran parte de su trayectoria la realizó dentro de la Universidad Autónoma de Nuevo León. Allí fungió como el primer Director de la Facultad de Ciencias de la Tierra. Para 1969 fue Director de la Facultad de Ingeniería Civil en dos ocasiones, culminando en el año de 1983. Durante su estancia en el Departamento de Laboratorios de la Facultad de Ingeniería Civil, hoy Instituto de Ingeniería Civil, creó el Departamento de Geotecnia. 
Los años de su gestión al frente de la UANL estuvieron mercados en el desarrollo educativo con el inicio de una política neoliberal y de apertura de mercados. Tomando en cuenta las demandas  laborales y necesidades de la sociedad, los programas de posgrado se rediseñaron en una línea de mayor calidad y especialización. En consecuencia, se actualizaron algunos programas, se crearon nuevos y se eliminaron otros que estaban obsoletos ante la constante evolución tecnológica. En este periodo se inició y se logró consolidar el nivel doctoral en algunas áreas.
También ha ocupado cargos en el CONALEP, CAPFCE y en el municipio de Guadalupe, Nuevo León. 
Además, fuera de la UANL, se desempeñó como Director de la Facultad de Ciencias de la Tierra en Linares; presidente del Colegio de Ingenieros Civiles, Presidente de la Federación de Colegios Profesionales del Estado.

## Aportaciones
Aportó en la creación de los programos de posgrado en las diferentes escuelas de esta misma institución. Creó el Teatro Universitario, el Centro de Apoyo Académico para Profesores, Unidad de Seminarios, entre otros desarrollos internos de la institución académica, junto con el apoyo del as autoridades del estado.
Además, apoyó el proyecto de FIME para el canal de TV Universidad.
Durante su rectoría, el número de investigadores de la institución adscritos al Sistema Nacional de Investigadores (SNI) se incrementó de 8 en 1986 a 67 en 1991.

## Legado y reconocimientos
La escuela preparatoria n.º 3 de Nuevo León tiene una biblioteca a su nombre; la Biblioteca "Ing. Gregorio Farías Longoria".Así como algunas aulas de la Facultad de Ingeniería Civil de la UANL.
El Consejo Universitario aprobó que su nombre sea el de la avenida principal en el Campus Mederos.
En 2019 recibió el Trofeo Regio, premio otorgado como reconocimiento a los nuevoleoneses que se distinguieron por su destacada trayectoria.
En 2020, el Colegio de Ingenieros Civiles de Nuevo León propuso como aspirante a integrar la Junta de Gobierno del Instituto de Movilidad a Gregorio Farías Longoria.

## Vida personal
Concretamente, nació en El Capote, pueblo fronterizo aledaño a Matamoros, Tamaulipas y Brownsville, Texas el 14 de julio de 1961. A los 11 años de edad se mudó a la ciudad de Monterrey, Nuevo León.
Gregorio Farías Longoria es descendiente de Ramón Longoria Hinojosa, siendo él y su hermano Marcelino, parte de las 12 familias colonas fundadoras de Matamoros en 1774 a las que se les ha dado por llamar “vecinos de Camargo”. Ancestros que originalmente fueron propietarios de los terrenos de El Capote y La Barranca, hoy pueblos fronterizos en Tamaulipas. También, descendiente de Francisco Farías Fuentes, porfirista quien fuera Presidente Municipal de Matamoros.
Actualmente Farías Longoria es cronista metropolitano, formado parte del Consejo Metropolitano de la Crónica, así como miembro del Grupo Cultural Diálogos de Historia y presidente de la Junta de Honor del Colegio de Ingenieros Civiles de Nuevo León. Su presencia es muy apreciada en los eventos culturales del Estado de Nuevo León, y recientemente fue invitado por la Sociedad Tamaulipeca de Historia y Geografía al acto de cambio de directiva en Matamoros, en donde recibió un reconocimiento de parte de sus paisanos colegas historiadores.